# NGC 128
NGC 128 ist eine Linsenförmige Galaxie vom Hubble-Typ S0 mit aktivem Galaxienkern im Sternbild Fische auf der Ekliptik. Sie ist schätzungsweise 194 Millionen Lichtjahre von der Milchstraße entfernt und hat einem Durchmesser von etwa 140.000 Lichtjahren. Die Galaxie hat ein ungewöhnliches erdnußförmiges Halo, vermutlich durch Gravitationseffekte seiner Begleiter verursacht.
Sie ist das größte Mitglied und Namensgeber der NGC-128-Gruppe.
Die Typ-Ia/P-Supernova SN 2014da wurde hier beobachtet.
Das Objekt wurde am 25. Dezember 1790 von dem deutsch-britischen Astronomen Wilhelm Herschel entdeckt.

## NGC 128-Gruppe (LGG 6)
| Galaxie  | Alternativname | Mio. Lj |
| -------- | -------------- | ------- |
| NGC 126  | PGC 1784       | 185     |
| NGC 127  | PGC 1787       | 188     |
| NGC 128  | PGC 1791       | 194     |
| NGC 130  | PGC 1794       | 203     |
| PGC 1723 | UGC 275        | 201     |
| PGC 1737 | UGC 277        | 200     |
| PGC 1741 | UGC 283        | 185     |
| PGC 1746 | UGC 282        | 187     |
| PGC 1748 | UGC 281        | 196     |
| PGC 1760 | MCG +00-02-045 | 204     |
| PGC 1770 | MCG +00-02-047 | 206     |